# Booragoon
Booragoon è un sobborgo situato nell'area metropolitana di Perth, in Australia Occidentale; esso si trova a sud del centro cittadino ed è la sede della Città di Melville. Al censimento del 2006 contava 5.315 abitanti.